# New Kids: Continue
New Kids: Continue é o primeiro EP do grupo masculino sul-coreano iKON. É o segundo da série de álbuns de três partes do grupo que começou com o single álbum "New Kids: Begin" e terminou com o segundo EP "New Kids: The Final". Foi lançado pela YG Entertainment em 2 de agosto de 2018. O mini-álbum inclui um total de cinco faixas. Foi produzido pelo líder do iKON, B.I, e pelos produtores da YG.

## Composição
O single principal do álbum, "Killing Me", foi lançado com um videoclipe em 2 de agosto de 2018. A música, uma canção de trap-dance dirigida por sintetizadores e uma batida tumultuosa, descreve sentimentos após um "término doloroso"; seu título foi inspirado na frase comum "isso está me matando". O videoclipe transmitiu a devastação emocional descrita nas letras através do uso de chamas, escuridão, cenários em tons claros e expressivos movimentos de dança.
"Freedom" foi lançado como o segundo single (referido como "sub-título") do álbum em 2 de agosto. É descrito como uma música infundida de rock.

## Promoções
O iKON realizou um concurso de dança (cover) para a música "Killing Me" de 20 de agosto a 30 de setembro de 2018. Três vencedores foram anunciados no final do concurso.

## Recepção

### Comercial
Na Coreia do Sul, New Kids: Continue estreou em 2º lugar no gráfico semanal da Gaon Album Chart e em 3° lugar no gráfico mensal, vendeu 81 mil cópias e no mês seguinte continuou no Top 10 do gráfico mensal vendendo mais 23 mil cópias, somando 105 mil cópias no total até então. Nos Estados Unidos, o álbum ficou em quarto lugar no Billboard World Albums, com cerca de 1.000 cópias vendidas.
Na Coreia do Sul, "Killing Me" estreou em 9º lugar no Gaon Weekly Chart. A música estreou em segundo lugar no World Digital Song Chart da Billboard, marcando as melhores vendas do grupo até hoje.

### Crítica
O South China Morning Post elogiou a diversidade e o gênero selvagem do álbum, mas o criticou por seguir uma fórmula pop previsível e padrão.
A Billboard elogiou a música-título, "Killing Me", dizendo que "ao contrário da maioria das músicas do K-pop, ela renuncia a um gancho com um refrão que fica na cabeça, optando por uma declaração mais dramática".

## Lista de músicas
| N.º            | Título                          | Letras          | Música               | Arranjo          | Duração |  |
| 1.             | "Killing Me" (죽겠다; juggetda) | B.I             | B.I Joe Rhee R. Tee  | R. Tee Joe Rhee  | 3:13    |  |
| 2.             | "Freedom" (바람; balam)         | B.I Bobby Seung | Millennium B.I Seung | Millennium       | 3:21    |  |
| 3.             | "Only You"                      | B.I Bobby       | B.I Uk Jin-kang      | Uk Jin-kang      | 3:32    |  |
| 4.             | "Cocktail" (칵테일; kagteil)    | B.I Bobby       | B.I Millennium       | Millennium       | 3:46    |  |
| 5.             | "Just for You" (줄게; julge)    | B.I             | B.I Uk Jin-kang LIØN | Uk Jin-kang LIØN | 3:21    |  |
| Duração total: | Duração total:                  | Duração total:  | Duração total:       | Duração total:   | 17:18   |  |

## Paradas musicais
| Parada (2018)                           | Posição |
| --------------------------------------- | ------- |
| Japan Weekly Albums (Oricon)            | 25      |
| Japan Hot Albums (Billboard Japan)      | 22      |
| South Korean Albums (Gaon)              | 2       |
| United States Billboard Top Heatseekers | 15      |
| United States Billboard World Albums    | 4       |

## Prêmios e indicações

### Prêmios em programas de música
| Canção       | Programa           | Data                | Ref.   |
| ------------ | ------------------ | ------------------- | ------ |
| "Killing Me" | M Countdown (Mnet) | 9 de agosto de 2018 | [ 16 ] |

## Histórico de lançamento
| País   | Data                | Gravadora(s)                  | Formato              | Ref.  |
| ------ | ------------------- | ----------------------------- | -------------------- | ----- |
| Vários | 2 de agosto de 2018 | YG Entertainment, Genie Music | Download digital, CD | [ 3 ] |